# デスクビエルタ (コルベット・2代)
デスクビエルタ（スペイン語：Descubierta, F 31、P 75）は、スペイン海軍のコルベット。デスクビエルタ級コルベットの1番艦。艦名は日出・日没時の偵察を意味するスペイン語に由来する。

## 艦歴
「デスクビエルタ」は、バサンカルタヘナ造船所で建造され、1974年11月16日に起工、1975年7月8日に進水、1978年11月18日に就役しカルタヘナ基地の第31護衛隊に配備される。
1989年10月9日、NATO南ヨーロッパ連合軍の常設海上部隊にスペイン海軍軍艦としては初めて参加する。1990年、湾岸危機が発生し国際連合主導による禁輸監視活動のため、フリゲート「F 81 サンタ・マリア」、コルベット「F 35 カサドラ」と共にペルシャ湾に派遣される。
1991年、演習でスペイン海軍としては初めてのハープーンの実射を行い標的艦「D 61 チュルカ」を撃沈した。
その後、哨戒活動に必要な警備用小型船艇3隻（ゾディアックMk5が2隻とヴァリアント750が1隻）を搭載できる様に改修された。
2006年6月5日に哨戒艦に艦種が変更され、番号もP 75に変更される。
グアルディア・シビルの沿岸警備部巡視船「リオ・ピスエルガ（Río Pisuerga）」と協同で、2007年10月17日にジブラルタルから出港しアルボラン海を航行していたサルベージ船「オデッセイ・エクスプローラー（Odyssey Explorer）」乗組員を遺物盗掘の疑いで逮捕・拘束した。
2009年3月10日の海軍公式発表n 600/03695/09により退役予定が公表され、同年6月30日に退役する。